# フルオルイミド
フルオルイミド（英: Fluoroimide）は、マレイミド系農業用殺菌剤の一種である。

## 用途
日本の三菱化成工業（現 三菱化学）とクミアイ化学工業が共同開発した農業用殺菌剤で、日本では1976年1月13日に農薬登録を受け、商品名に「スパットサイド」などがあるが、2013年現在、日本国外での登録はない。柑橘類の黒点病、リンゴの斑点落葉病、キュウリの炭疽病などに有効で、胞子の発芽時に働く酵素などのSH基と反応して発芽を阻害することにより、殺菌効果を示すと考えられている。日本国内での原体生産量は、平成22農薬年度（平成21年10月～平成22年9月）19.4トン、平成23農薬年度2.0トンであった。